# Hyllus senegalensis
Hyllus senegalensis là một loài nhện trong họ Salticidae.
Loài này thuộc chi Hyllus. Hyllus senegalensis được Carl Ludwig Koch miêu tả năm 1846.